# Дебарі (Флорида)
Дебарі (англ. DeBary) — місто (англ. city) в США, в окрузі Волусія штату Флорида. Населення — 22 260 осіб (2020).

## Географія
Дебарі розташоване за координатами 28°52′53″ пн. ш. 81°19′27″ зх. д. / 28.88139° пн. ш. 81.32417° зх. д. (28.881398, -81.324270).  За даними Бюро перепису населення США в 2010 році місто мало площу 56,42 км², з яких 49,12 км² — суходіл та 7,29 км² — водойми.

## Демографія
Згідно з переписом 2010 року, у місті мешкало 19 320 осіб у 8065 домогосподарствах у складі 5656 родин. Густота населення становила 342 особи/км².  Було 8978 помешкань (159/км²).
Расовий склад населення:
| - 90,5 % — білих - 4,0 % — чорних або афроамериканців - 1,9 % — азіатів - 0,3 % — корінних американців - 1,6 % — осіб інших рас |

До двох чи більше рас належало 1,8 %. Частка іспаномовних становила 9,1 % від усіх жителів.
За віковим діапазоном населення розподілялося таким чином: 18,8 % — особи молодші 18 років, 58,8 % — особи у віці 18—64 років, 22,4 % — особи у віці 65 років та старші. Медіана віку мешканця становила 47,8 року. На 100 осіб жіночої статі у місті припадало 93,9 чоловіків;  на 100 жінок у віці від 18 років та старших — 91,9 чоловіків також старших 18 років.
Середній дохід на одне домашнє господарство  становив 60 995 доларів США (медіана — 49 417), а середній дохід на одну сім'ю — 71 597 доларів (медіана — 61 364). Медіана доходів становила 42 938 доларів для чоловіків та 36 199 доларів для жінок. За межею бідності перебувало 9,2 % осіб, у тому числі 11,9 % дітей у віці до 18 років та 8,7 % осіб у віці 65 років та старших.
Цивільне працевлаштоване населення становило 8002 особи. Основні галузі зайнятості: освіта, охорона здоров'я та соціальна допомога — 20,2 %, роздрібна торгівля — 13,4 %, науковці, спеціалісти, менеджери — 13,3 %.